# Parahaustorius obliquus
Parahaustorius obliquus is een vlokreeftensoort uit de familie van de Haustoriidae. De wetenschappelijke naam van de soort is voor het eerst geldig gepubliceerd in 1978 door Robertson & Shelton.